# Čukčové
Čukčové patří mezi původní malé národy Severu, Sibiře a Dálného východu Ruské federace a obývají převážně poloostrov Čukotka. K čukčské národnosti se hlásí více než patnáct tisíc lidí. Tří čtvrtiny z nich obývají Čukotský autonomní okruh, zbytek žije na zbytku ruského území (především Kamčatský kraj). Podle sčítání v roce 2001 žilo třicet Čukčů také na Ukrajině.

## Název
Příslušníci etnika si sami říkají Luoravetlan („opravdoví lidé“). Pojmenování Čukča vzniklo zkomolením výrazu čauča („ten, kdo má hodně sobů“). Čukotština nazývaná též čukština patří mezi paleosibiřské jazyky.

## Historie
Čukčové žijící ve vnitrozemí byli kočovnými pastevci sobů, přímořští Čukčové lovili velryby a mrože na lodích zvaných bajdarka pomocí harpun. Jako tažné zvíře vyšlechtili psí rasu sibiřský husky. Žili ve stanech z kůží nazývaných jaranga. Základem tradičního náboženství byl kult havrana (kutch). Žili v rodovém zřízení, běžnými jevy bylo mnohoženství, levirát a krevní msta. Vyskytovala se také senicida: staří lidé neschopní se o sebe postarat měli spáchat sebevraždu nebo požádali své příbuzné o rychlé usmrcení (bodnutím do srdce nebo udušením). Charakteristickým zvykem bylo tetování obličeje, rozšířené zejména u žen. Čukčové byli známi jako zruční řemeslníci, vynikali zejména v řezbářství z mrožích klů.
Od poloviny 17. století pronikali na území Čukčů Rusové, došlo k řadě ozbrojených srážek, po kterých si domorodci uchovali faktickou nezávislost až do konce 19. století. Tradiční život Čukčů popsali Vladimir Bogoraz a František Poledna Vlkovský. Po Říjnové revoluci se objevil tlak na začlenění Čukčů do sovětského plánovaného hospodářství, stáda sobů byla kolektivizována a tradiční elita byla podrobena rozsáhlým represím. Zároveň byly zbudovány školy, které odstranily negramotnost a naučily domorodce rusky. Po zhroucení Sovětského svazu sužovala Čukče nezaměstnanost a alkoholismus, bídu zmírnily až investice, kterými pozvedl chov sobů místní gubernátor Roman Abramovič. Nastala také renesance tradičního šamanského náboženství.

## Kultura
K zápisu čukčského jazyka se používá upravená cyrilice. Ve dvacátých letech 20. století vytvořil pastevec Tenevil čukotské obrázkové písmo, které se však neujalo. Významným čukčským spisovatelem byl Jurij Rytcheu, jehož román Magická čísla vyšel i v češtině.

## Zajímavost
V ruském prostředí jsou rozšířeny anekdoty líčící Čukče jako necivilizované tupce. Skupina čukotských intelektuálů podala žalobu na autory slovníku, zmiňujícího tento význam slova Čukča. Soudní proces má být prvním krokem k dlouhodobému čukotskému cíli, přestat v ruštině používat název Čukča a nahradit ho výrazem Luoravetlan.